# Medicament contra l'obesitat
Els medicaments contra l'obesitat o els medicaments per a la pèrdua de pes són agents farmacològics que redueixen o controlen l'excés de greix corporal. Aquests medicaments alteren un dels processos fonamentals del cos humà, la regulació del pes, per: reduint la gana i, per tant, l'energia ingerida, augmenta la despesa energètica, redirigeix els nutrients del teixit adipós al teixit magre o interfereix amb l'absorció de calories.
Els fàrmacs per perdre pes s'han desenvolupat des de principis del segle xx, i molts han estat prohibits o retirats del mercat a causa dels efectes adversos, incloses les morts; altres fàrmacs van resultar ineficaços. Tot i que molts fàrmacs anteriors eren estimulants com les amfetamines, a principis dels anys 2020, els agonistes del receptor GLP-1 es van fer populars per a la pèrdua de pes.
Els medicaments orlistat, naltrexona/bupropió, i els antidiabètics liraglutida,semaglutida, i tirzepatida, estan aprovats per la Food and Drug Administration (FDA) dels EUA per a regular el pes en combinació amb una dieta baixa en calories i un augment de l'activitat física. A partir del 2022, no s'ha demostrat que cap medicament sigui tan eficaç per reduir el pes a llarg termini com la cirurgia bariàtrica. Les principals modalitats de tractament de l'obesitat segueixen sent la dieta (dieta saludable i restricció calòrica) i l'exercici físic.